# Байлунцзян
Байлунцзя́н (кит. упр. 白龙江, пиньинь Báilóng jiāng, буквально: «Река белого дракона») — река в китайских провинциях Ганьсу и Сычуань, приток Цзялинцзяна.

## География
Исток реки находится на горе Миньшань на границе уезда Лучу провинции Ганьсу и уезда Дзёге провинции Сычуань. Река пересекает уезд Тево, поворачивает на юго-восток и, петляя, пересекает уезды Джугчу, Таньчан и район Уду. В уезде Вэньсянь река принимает с запада приток Байшуйцзян, после чего продолжает путь на юго-восток, вновь попадая на территорию провинции Сычуань, где на территории городского округа Гуанъюань впадает в Цзялинцзян.